# Dół (Dobieszyn)
Dół – część wsi Dobieszyn w Polsce położona w województwie podkarpackim, w powiecie krośnieńskim, w gminie Jedlicze.
W latach 1975–1998 Dół administracyjnie należał do województwa krośnieńskiego.